# Campagna del Dodecaneso
La campagna del Dodecaneso fu la serie di eventi bellici sviluppatisi nella seconda guerra mondiale che portò le truppe italo-anglo-greche stanziate nel Dodecaneso, allora territorio italiano, e nella vicina isola di Samo ad arrendersi alle truppe tedesche; in alcuni casi ci furono aspri combattimenti, come a Lero, Rodi e Coo.

## I paesi coinvolti

### Italia
L'Italia al momento dell'entrata in guerra possedeva nel Dodecaneso le isole di Rodi, Lero, Calchi (o Carchi), Scarpanto, Caso, Coo, Calimno, Piscopi, Nisiro, Simi, Stampalia, Lisso, Gaidaro, Levita, Patmo, Castelrosso e altre isole minori.
Il governatore che era a capo di tutto ciò era, dall'agosto 1941, l'ammiraglio di squadra Inigo Campioni con sede a Rodi, che reggeva anche il Comando superiore delle forze armate (Egeomil). Le esigue forze della Regia Aeronautica erano dirette dal generale di brigata Alberto Briganti, mentre più articolata era l'organizzazione della Regia Marina per evidenti ragioni geografiche, essendo la zona composta totalmente da isole e mare (l'Egeo). Erano infatti stati istituiti quattro centri di comando:
- "Comando della zona militare marittima delle isole italiane dell'Egeo" a Rodi città, presieduto dal contrammiraglio Carlo Daviso di Charvensod, da cui dipendevano tutte le isole del Dodecaneso e altre occupate dopo la resa della Grecia;
- "Comando Marina Rodi" a Rodi città, retto dal capitano di fregata Adriano Arcangioli;
- "Comando Marina Lero", presso Portolago nell'isola di Lero, diretto dal capitano di vascello Luigi Mascherpa;
- "Comando Marina Sira" stanziato a Sira, con a capo il capitano di fregata Ernesto Navone.

Le navi disponibili consistevano in pochi cacciatorpediniere e unità minori, mentre l'artiglieria, sebbene presente in maniera più o meno significativa in tutte le isole, era composta spesso da cannoni antiquati. Le munizioni non erano sufficienti per scontri di durata prolungata e il morale delle truppe, provate da una lunga assenza dalla Patria e dalle famiglie, era generalmente basso. Solo l'animo dei comandanti riuscì a ristabilire in loro qualche barlume di speranza e senso del dovere, come dimostra la resistenza opposta ai tedeschi a Lero.

### Regno Unito
Le forze britanniche che operavano nell'Egeo erano sotto il "comando del Medio Oriente" (Middle East Command) al cui vertice stava il generale Henry Maitland Wilson che aveva sede al Cairo. I suoi collaboratori presenti nel Dodecaneso erano il colonnello Turnbull, capo della missione Alleata nelle isole italiane dell'Egeo, sostituito il 1º novembre 1943 dal generale Hall. F.G.R. Brittorous che venne nominato comandante militare dell'isola di Lero, a cui successe nei primi giorni di novembre il generale Robert Tilney.

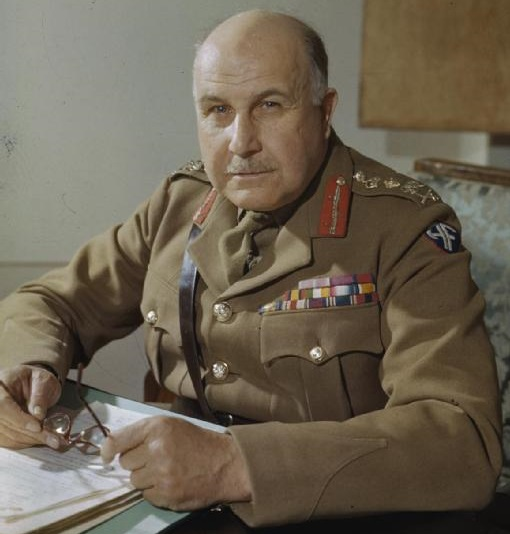
Il generale Henry Maitland Wilson

Gli uomini a loro disposizione erano elementi della 234ª brigata di fanteria, 160 uomini dell'SBS, 130 dell'LRDG e un battaglione dell'11º reggimento paracadutisti.
Il viceammiraglio Algernon Willis comandava la Royal Navy nel teatro delle operazioni. Poteva avvalersi di alcuni cacciatorpediniere e unità minori che pattugliavano le rotte dei mercantili tedeschi. La loro attività era limitata dall'inesistente presenza di aerei da caccia alleati (dovuta alla lontananza dell'Egeo dalle basi di partenza a Cipro) che le imponevano di navigare esclusivamente protette dal buio. La RAF riuscì solamente ad allestire un piccolo aeroporto a Coo dove inviò alcuni piloti sudafricani, ma la loro attività venne resa nulla dai bombardieri tedeschi che distrussero la base in poco tempo. Aerei da trasporto eseguivano lanci notturni di rifornimenti, e i bombardieri della SAAF colpivano le isole in mano tedesca durante il giorno, limitati anch'essi dalla mancanza di una scorta di caccia.
Ai britannici erano sottoposte anche le unità greche che operavano nel settore.
L'obiettivo politico del primo ministro Winston Churchill era assistere le truppe italiane e respingere quelle tedesche nella speranza di convincere la Turchia a entrare in guerra al fianco degli Alleati, appoggiando così navi e aerei nel suo territorio per meglio condurre le operazioni in corso ed eventualmente quelle future. Nei piani del Regno Unito vi era anche la speranza di poter allargare la sfera di influenza della sua nazione al Dodecaneso (e ai Balcani) una volta terminato il conflitto.

### Grecia
La Grecia nel settembre 1943 era sotto l'occupazione tedesca, ma, così come accadde per i polacchi e i francesi, alcuni reparti combattenti scampati alla cattura ebbero modo di continuare il conflitto al fianco degli anglo-americani. Il loro contributo alla campagna del Dodecaneso si materializzò nel cacciatorpediniere Vasilissa Olga e in ufficiali che aiutarono i colleghi inglesi in operazioni di comando; alcuni di loro vennero anche integrati al Secret Intelligence Service.

### Germania

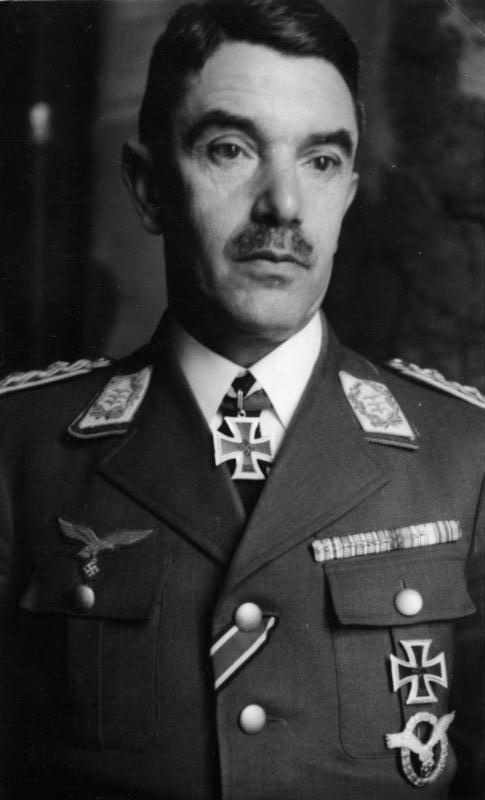
Il generale Alexander Löhr, comandante del Gruppo d'armate E, nel quale erano inquadrate le truppe che operarono nel Dodecaneso

Quando il maresciallo Pietro Badoglio firmò l'armistizio con gli Alleati la Wehrmacht si era già preparata per invadere la penisola italiana e gli altri territori ancora in suo possesso. Nello scacchiere dell'Egeo il gruppo d'armate E della Wehrmacht aveva disponibili, tra le altre, sette divisioni e due brigate in Grecia oltre ad una divisione a Rodi. Il Comandante di queste unità era il generale della Luftwaffe Alexander Löhr. I suoi reparti dipendenti che operarono nell'Egeo furono la Sturmdivision Rhodos, che combatté a Rodi, e il Festungs-Kommandant "Kreta", che con la sua 22. Luftlande Infanterie-Division (22ª Divisione di fanteria aviotrasportata) e la Festungs-Brigade "Kreta" (brigata fortezza "Creta") agì nelle altre isole del Dodecaneso.
Le sole unità di terra, in svantaggio numerico su quelle anglo-italiane, non avrebbero potuto conseguire successi eclatanti senza il supporto dei bombardieri e cacciabombardieri della Luftwaffe, presente con il X Fliegerkorps (10º Corpo aereo) appartenente al Luftwaffenkommando Südost (comando Luftwaffe sud-est) agli ordini del generale Martin Fiebig.

## Storia
Di seguito sono riportati gli avvenimenti che si susseguirono nel Dodecaneso dopo l'8 settembre 1943 nelle isole di Rodi, Lero, Scarpanto, Caso, Coo, Calimno, Piscopi, Simi, Levita, Stampalia, Candeliusa, Lisso, Patmo, e Castelrosso. Le isole di cui non sono narrate le vicende sono Nisiro, Gaidaro, Calchi e Farmaco, per le quali non sono state rinvenute fonti o notizie di alcun tipo. Si presume comunque che i tedeschi abbiano conquistato questi fazzoletti di terra senza incontrare particolari resistenze, e il personale italiano preso prigioniero o fuggito in Turchia.

### Rodi
La mancanza di informazioni e l'esiguità degli ordini ricevuti dopo l'8 settembre 1943 posero Inigo Campioni, governatore del Dodecaneso, delle Cicladi e delle Sporadi settentrionali, in una situazione difficile quando la Wehrmacht gli chiese di collaborare. Sperando in aiuti britannici che non arrivarono mai, Campioni decise di resistere ai tedeschi, ma, nonostante la superiorità numerica degli italiani, l'11 settembre dovette alzare bandiera bianca e consegnare l'isola all'ex alleato.
Le truppe rimaste furono disarmate e inviate a scaglioni in campi di prigionia in Germania, mentre Campioni, che si era rifiutato di ordinare la resa alle altre isole da lui dipendenti, fu trasferito in Germania e quindi a Parma, dove venne processato da un tribunale della Repubblica Sociale Italiana e fucilato il 24 maggio 1944.

### Lero

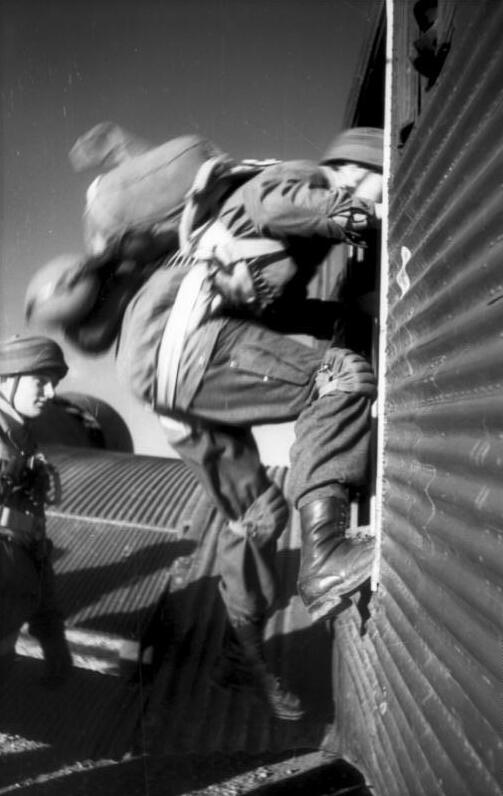
Un Fallschirmjäger entra nel Ju 52 che lo porterà a Lero

La battaglia di Lero fu l'evento centrale della campagna del Dodecaneso. Il conflitto iniziò con gli attacchi aerei tedeschi del 26 settembre e culminò con gli sbarchi del 12 novembre, fino alla capitolazione delle forze anglo-italiane quattro giorni più tardi.
Nel 1942 il contrammiraglio Luigi Mascherpa venne incaricato del comando della base militare italiana presente nell'isola, che ospitava un cacciatorpediniere, alcuni MAS e 24 batterie di artiglieria costiera e antiaerea. Sull'isola era presente inoltre un aeroporto. Il tutto era presidiato da circa 8 000 uomini, in prevalenza marinai e soldati del 10º Reggimento della 50ª Divisione fanteria "Regina", il cui grosso delle truppe era capitolato a Rodi.
Dopo il proclama Badoglio dell'8 settembre 1943 annunciante l'armistizio italiano, il contrammiraglio Mascherpa rifiutò la resa alle truppe tedesche e, con l'aiuto di un distaccamento di 3 000 o 4 000 militari britannici comandati in un secondo momento dal generale Robert Tilney, organizzò la resistenza. Tra le unità impegnate dai tedeschi, figurarono varie truppe speciali facenti parte della divisione Brandenburg e alcuni Fallschirmjäger (paracadutisti).
La battaglia ebbe inizio il 13 settembre 1943 e proseguì fino al 16 novembre. L'isola venne sottoposta ad un pesante bombardamento aereo e ad un successivo attacco via terra, nei quali i tedeschi registrarono gravi perdite da parte delle batterie antiaeree e delle squadre antisbarco. Durante i bombardamenti tedeschi il porto di Portolago venne duramente colpito con elevate perdite civili, e furono affondate varie navi tra cui il cacciatorpediniere Euro, il cacciatorpediniere greco Vasilissa Olga e varie unità minori. Esaurita la capacità di resistere da parte degli italiani e dei britannici, i tedeschi occuparono l'isola. Dodici ufficiali vennero fucilati contrariamente alle leggi di guerra subito dopo la resa, insieme ad alcuni soldati, a causa della resistenza opposta.
Nella battaglia persero la vita 520 tedeschi, 600 britannici ed un centinaio di italiani. I militari catturati vennero in maggior parte internati in Germania, ma un cospicuo numero morì durante l'affondamento delle navi che li trasportavano a causa di siluri o mine; una parte della guarnigione, presente sulle isole minori, riuscì a fuggire in Turchia dove venne internata fino alla fine della guerra.

### Scarpanto
Nell'isola il Regio Esercito era presente con circa 2 500 uomini agli ordini del colonnello Francesco Imbriani divisi in due battaglioni, uno del 9º Reggimento e uno del 31º, a loro volta inquadrati nella 50ª Divisione fanteria "Regina" stanziata a Rodi; per quanto concerne la difesa costiera la marina aveva approntato due stazioni di vedetta e fornito la guarnigione di quattro cannoni da 76/17 e di tre mitragliatrici di piccolo calibro. Il 6 settembre era sbarcato anche un battaglione di circa 1 000 uomini tedeschi.
Alla data dell'armistizio il comando italiano a Rodi ordinò di non iniziare atti ostili nei confronti dei tedeschi, ordine che tramutò il 12 settembre in cedere le armi all'ex alleato. Tutti gli italiani vennero fatti prigionieri e trasferiti, nel tempo, in Grecia da dove proseguirono per i campi di prigionia in Germania.
Dopo la resa, un ostacolo al naviglio tedesco che transitava nell'isola fu dato da una stazione radio clandestina britannica che con l'aiuto del colonnello Imbriani comunicava alle unità Alleate in mare quali navi erano cariche di prigionieri, e dunque non colpire, e quali invece portavano soldati tedeschi o rifornimenti, quindi da attaccare.

### Caso
Le vicende militari dell'isola di Caso sono brevi: il piccolo presidio dell'esercito italiano (una compagnia e una batteria con pezzi da 75/27) e le stazioni di vedetta e di segnalazione della marina si arresero ai tedeschi il 12 settembre, seguendo gli ordini impartiti direttamente dal comando italiano di Rodi. A partire dal 18 dello stesso mese i prigionieri vennero evacuati in Germania.

### Coo
L'importanza di quest'isola lunga circa 50 km era dovuta alla presenza del campo d'aviazione di Antimachia da cui gli aerei potevano alzarsi in volo e coprire tutto lo scacchiere del Dodecaneso: era distante infatti solo 40 km da Lero e 96,5 km da Rodi.
Gli uomini del generale Friedrich-Wilhelm Müller prepararono un piano di sbarco denominato "operazione Eisbär" (orso polare), e attaccarono l'isola, difesa da italiani e britannici, il 3 ottobre 1943, per diventarne padroni il giorno dopo, grazie anche al supporto dell'aviazione.
Dopo la resa il comandante italiano, Felice Leggio, e altri 89 suoi ufficiali vennero fucilati dai tedeschi con l'accusa di tradimento. Secondo un'altra fonte invece gli ufficiali fucilati sarebbero stati 96.

### Calimno
Il capitano Mario Simeone era il capo militare del presidio di Calimno, che era composto da una ventina di soldati della marina e altri 350 dell'esercito, il quale disponeva anche di due cannoni da 75 mm. L'isola dipendeva direttamente dal Comando marina di Lero. Il 24 settembre circa 250 britannici sbarcarono nell'isola e il tenente colonnello che li comandava ne assunse il comando, ma il 4 ottobre, quando i tedeschi conquistarono Coo, lasciarono l'isola. Nella notte tra il 6 e il 7 ottobre metà dei soldati italiani evacuarono l'isola a bordo del motoveliero Tevere dirigendosi verso la Turchia. L'ufficiale che diresse tale fuga giustificò questo suo comportamento con la convinzione che l'isola avrebbe offerto scarsa resistenza ai tedeschi, perché molti uomini dell'esercito simpatizzavano per loro.
Il 7 ottobre un piccolo gruppo di ufficiali tedeschi approdò a Calimno offrendo la resa incondizionata che venne subito accettata. Qualche gruppo di soldati riuscì a scampare alla cattura e a riparare in Turchia.
L'unico episodio di resistenza ai tedeschi fu condotto dal secondo capo cannoniere Augusto Cipriani: egli rifiutò di consegnare le armi e insieme ai suoi uomini si rifugiò all'interno dell'isola. Una volta catturato riuscì a fuggire e a tornare a Calimno, dove visse sotto copertura raccogliendo qualche informazione sul nemico che riferì direttamente al contrammiraglio Mascherpa a Lero, isola che raggiunse a nuoto. Catturato nuovamente dopo l'invasione di Lero, riuscì ancora una volta a evadere rifugiandosi in Turchia.

### Piscopi
Il piccolo presidio dell'esercito italiano assegnato a quest'isola era rimasto isolato dalle comunicazioni e senza viveri a causa dell'occupazione tedesca dei territori circostanti. Tra la notte del 14 e 15 ottobre un'imbarcazione britannica si offerse di trasferire a Castelrosso il personale, che accettò volentieri. L'isola venne in seguito occupata dalla Wehrmacht.

### Simi
Prima dell'occupazione tedesca di Rodi, a Simi erano dislocati circa 160 uomini e nove mitragliatrici leggere più altre due da 20 mm. Comandante degli uomini era il tenente Andrea Occhipinti. Gli italiani appresero la notizia dell'armistizio e non ricevettero nessun ordine fino al 14 settembre, quando un ufficiale britannico sbarcò nell'isola chiedendo delucidazioni se il presidio avesse voluto combattere al suo fianco. Avuta risposta affermativa, il 17 sbarcarono una settantina di britannici agli ordini del capitano, poi maggiore, N.I. Lapraik. Il 20 dello stesso mese arrivò il capitano di corvetta Corradini scampato alla cattura da Rodi, che in qualità di ufficiale superiore assunse il comando militare dell'isola.
I due comandanti riorganizzarono la difesa dell'isola disponendo al meglio le truppe in previsione di uno sbarco tedesco, che arrivò la mattina del 7 ottobre presso la cittadina di Simi. I circa 100 tedeschi inviati dal generale Ulrich Kleemann furono inchiodati alle loro posizioni dalle mitragliatrici italiane e subito accorsero reparti per ricacciare indietro il nemico. Ci furono scontri nella città fino alle 14:00, dopodiché i tedeschi batterono in ritirata protetti dai cacciabombardieri della Luftwaffe. I tedeschi ebbero otto morti e sei prigionieri, i britannici un morto e gli italiani sette. Questo episodio è di fatto l'unico di tutta la campagna del Dodecaneso in cui soldati germanici videro fallire un loro tentativo di sbarco. Corradini venne insignito della medaglia d'argento al valor militare e al tenente Occhipinti, rimasto ferito in combattimento, venne concessa la medaglia di bronzo al valor militare.
Alterato dall'inaspettata resistenza degli anglo-italiani, il generale Kleemann ordinò alla Luftwaffe di procedere con il bombardamento dell'isola. Per evitare di perdere l'intera guarnigione durante un'altra battaglia, che sarebbe sicuramente avvenuta, nella notte dell'11 ottobre Corradini e Lapraik dettero ordine di evacuare l'isola e di dirigere verso Castelrosso (i due ufficiali raggiungeranno invece Alessandria d'Egitto). I piloti tedeschi, inconsapevoli di tutto ciò, continuarono a colpire l'isola fino al 2 novembre, quando le truppe sbarcarono nell'isola e si resero conto di ciò che era avvenuto.
In quest'isola verrà firmato dal generale Otto Wagener, l'8 maggio 1945, l'atto di resa agli Alleati.

### Levita
A Levita vi era solo una stazione di vedetta della marina che poté fare ben poco quando, verso la metà dell'ottobre 1943, le forze tedesche sbarcarono nell'isola.
In seguito i britannici riconquistarono il territorio e chiesero l'invio di rinforzi. Il contrammiraglio Luigi Mascherpa approntò quindi un reparto di uomini da inviare a supporto dei britannici, ma quando venne a sapere che la nave che avrebbe dovuto sbarcare gli italiani avrebbe anche trasferito i britannici, di comune accordo con gli ufficiali di Giorgio VI decise di rimandare il tutto ritenendo l'isola indifendibile con le sole forze italiane. Il presidio britannico a Levita venne evacuato ugualmente lasciando l'isola sguarnita.
Il 23 ottobre un gruppo di 48 militari dell'LRDG ritornò nell'isola per una ricognizione, ma venne scoperto dai tedeschi (nuovamente padroni dell'isola) e solo otto di loro riuscirono a fuggire. Fu la più grave sconfitta subita dall'LRDG fino a quel momento.

### Stampalia
| Ubicazione       | Calibro       | Numero di cannoni |
| Monte Vigla      | 76/40         | 4                 |
| Molino           | 76/17         | 4                 |
| San Giovanni     | 76/40         | 5                 |
| Cima del Turco   | 76/40         | 4                 |
| Monte Castellana | 152/40 120/45 | 3 1               |

Quest'isola frastagliata ha un'area di 97 km² ed è quasi completamente di natura montagnosa. I due rilievi principali sono Monte Vardia (482 m) a sud-ovest e Monte Castellana (366 m) a nord-est. I porti maggiori sono quelli di Skala e Livadia, vicini alla cittadina di Stampalia, e quello di Maltezana, situato nell'istmo che congiunge le due parti dell'isola.
Il comando dell'isola, considerata di prevalente interesse per la Regia Marina, spettava al capitano di corvetta Bruno Margarucci Riccini che svolgeva le sue funzioni da porto Skala.

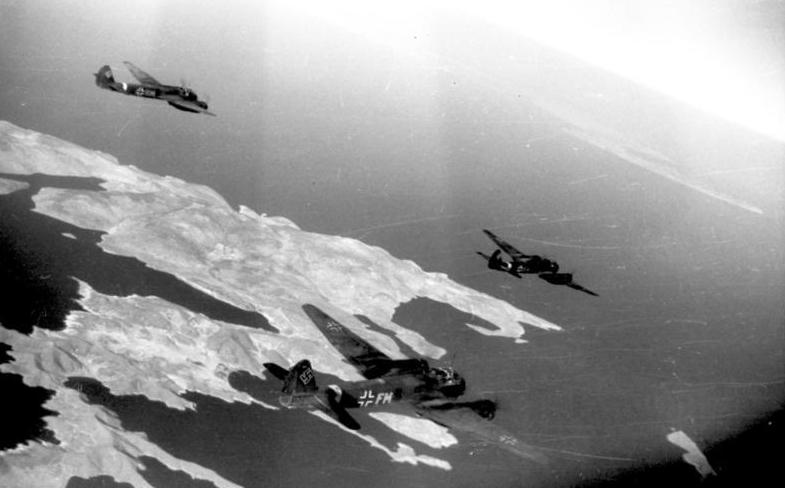
Un gruppo di Ju 88 in volo sopra Stampalia. In alto a destra è visibile l'isola di Coo

La marina aveva 500 uomini che gestivano, tra le altre cose, le quattro batterie che difendevano l'isola (comandate però da ufficiali dell'esercito), mentre altri 300 militari facevano parte di una compagnia del 10º Reggimento di fanteria della 50ª Divisione "Regina", i cui restanti soldati prestavano servizio a Coo; il livello di preparazione di questi uomini non era ai massimi livelli.

#### Avvenimenti antecedenti lo sbarco tedesco
Dopo la notizia dell'armistizio nell'isola non ci furono attività di rilievo fino a quando non giunsero da Lero il 15 settembre gli ufficiali britannici Earl Jellicoe e Wolfson per visionare le difese dell'isola e studiare come migliorarle. Promisero l'invio di unità di rinforzo dopodiché ritornarono da dove erano venuti.
Nella notte tra il 17 e il 18 settembre un gruppo di cacciatorpediniere britannici intercettò un convoglio tedesco in mare e una motozattera cercò di riparare in una baia di Stampalia. Una volta avvistata, venne dato ordine di prendere prigioniero l'equipaggio, cosa che avvenne senza alcun combattimento anche perché tra i tedeschi vi erano morti e feriti. Nonostante che l'episodio non avesse comportato alcun pericolo agli italiani, le notizie giunte agli alti comandi indicavano che nell'isola vi fosse avvenuto un piccolo sbarco di tedeschi. Furono dunque inviati da Lero due motoscafi armati per avere notizie più certe. Durante il viaggio le due imbarcazioni vennero attaccate da aerei tedeschi, e nonostante che ne fosse stato abbattuto uno, i motoscafi riuscirono ad arrivare a Stampalia con gravi danni, e vennero definitivamente affondati da altri aerei il giorno successivo. Il capitano di corvetta Vittorio Daviso di Charvensod, uno dei due comandanti dei motoscafi, entrambi sopravvissuti, ricevette l'ordine di assumere il governo dell'isola. Margarucci fu trasferito a Lero per ricoprire incarichi di collegamento tra il comando italiano e quello britannico. Tra il 20 e il 23 di settembre giunsero i rinforzi promessi: un centinaio di commando dotati di una stazione radio campale.
Furono apportate modifiche alle difese e il 7 ottobre accadde un fatto simile a quello del 17 - 18 settembre: una motozattera tedesca, sempre per cercare di fuggire dai cacciatorpediniere inglesi, si rifugiò nell'isola e il suo equipaggio venne preso prigioniero. Lo stesso giorno due naufraghi greci al servizio dei tedeschi vennero catturati sulle spiagge e rivelarono particolari importanti circa i progetti della Wehrmacht di invadere Stampalia. Forte di queste informazioni, il comandante Vittorio Daviso riunì gli ufficiali e diede istruzioni sulla battaglia, specificando che se le comunicazioni si fossero interrotte avrebbero potuto decidere liberamente il da farsi. Alla vigilia dello sbarco nemico i commando rimasti erano solo una quindicina.

#### La caduta dell'isola
La mattina del 22 ottobre aerei della Luftwaffe bombardarono l'isola con una reazione contraerea quasi nulla, seguiti da un lancio di Fallschirmjäger a Maltezana in contemporanea ad uno sbarco di uomini nella costa ovest. A mezzogiorno le forze tedesche erano padrone dell'isola. Come accadde in altri possedimenti italiani, i difensori vennero catturati e inviati in campi di prigionia in Grecia.

### Candeliusa
Candeliusa (in greco Κανδελιούσσα Νισύρου) è una piccola isola disabitata a sud ovest di Nisiro dove era presente una stazione di vedetta della marina. Rimasta senza possibilità di comunicare e senza viveri, il 26 ottobre 1943 il personale lasciò i propri posti dopo aver distrutto tutti i documenti e si diresse verso la Turchia, dove fu internato.

### Lisso
Le vicende militari di Lisso iniziano l'8 ottobre 1943 quando la nave appoggio sommergibili Alessandro Volta, danneggiata dagli attacchi della Luftwaffe a Lero e poi colpita accidentalmente da motocannoniere britanniche mentre cercava di allontanarsene, andò ad incagliarsi vicino alle sue spiagge. Il Comando marina a Lero assegnò quindi al comandante del Volta, capitano di corvetta Stefano Bausani, il comando militare dell'isola.
Organizzare una difesa era praticamente inutile vista l'enorme scarsità di armi di ogni tipo, perciò Bausani si occupò dei rifornimenti di viveri ai civili e di accogliere eventuali naufraghi che raggiungessero l'isola. E fu proprio da alcuni di questi che il 17 novembre venne a sapere della caduta di Lero; decise così di abbandonare l'isola insieme a 130 dei 161 soldati ai suoi ordini (fece scegliere loro liberamente) navigando per le coste turche, dove tutti gli esuli vennero internati. Chi non lasciò l'isola, a parte quattro carabinieri che rimasero per svolgere il loro lavoro, venne preso prigioniero dai tedeschi.

### Patmo
A Patmo una sezione di pezzi di artiglieria da 76 mm e una stazione di vedetta della marina avevano il compito di controllare il naviglio che transitava nelle vicinanze dell'isola. Quando la guarnigione anglo-italiana di Lero venne sconfitta il 17 novembre 1943, gli uomini a Patmo si imbarcarono per le coste della Turchia venendo in seguito internati.

### Samo
L'isola, non facente parte del Dodecaneso, vicina all'isola di Patmo, era stata occupata, insieme alle isole Cicladi, alle isole Ionie e a parte di Creta, dalle truppe italiane nel 1941, in seguito alla capitolazione della Grecia. Nel settembre del 1943 vi si stanziarono le truppe britanniche. Dopo la sconfitta di Lero oltre i due terzi delle truppe italo-britanniche cobelligeranti si rifugiarono sulle vicine coste turche.

### Castelrosso
Castelrosso fu scelta dai britannici come centro logistico e di smistamento per le operazioni nell'Egeo a causa della sua posizione geografica, abbastanza lontana dalle altre isole, tant'è vero che gli attacchi aerei tedeschi furono più radi che da altre parti.
In quest'isola svolgeva le sue funzioni una stazione di avvistamento e la 12ª compagnia del 9º Reggimento di fanteria in organico alla 50ª Divisione Regina, supportata da due mortai, quattro cannoni da 75 mm e quattro mitragliatrici da 20 mm. Capo civile e militare era il capitano Augusto Rossi. Il 9 settembre le sentinelle avvistano due imbarcazioni dirigere per l'isola e aprirono il fuoco ferendo due uomini, che però si riveleranno essere britannici. Una volta accertata la loro identità, viene concesso ai 50 commando e 21 ufficiali il permesso di sbarcare. Il giorno successivo quattro colonnelli (tra cui Turnbull, capo della missione Alleata nelle isole italiane dell'Egeo) e un tenente giunsero a Castelrosso con lo scopo di coadiuvare le azioni di Inigo Campioni a Rodi. Il 13 arrivano altri 200 britannici e il 27 dello stesso mese il numero totale dei militari britannici arrivò a 400, compresi un centinaio di indiani. I militari italiani vennero portati dai loro nuovi alleati, verso la fine del mese, in Turchia con lo scopo di riorganizzarli e riportarli di nuovo in prima linea, ma in realtà essi vennero internati dalle autorità turche.
Dopo che Lero passò in mano tedesca il generale Wilson diede disposizione di evacuare parte del suo personale dall'isola, che tuttavia non divenne mai oggetto di azioni da sbarco da parte della Wehrmacht, e restò in mano britannica fino alla fine della guerra.